# 名古屋市演劇練習館
名古屋市演劇練習館（なごやしえんげきれんしゅうかん）は、愛知県名古屋市中村区稲葉地町の稲葉地公園（いなばじこうえん）にある演劇練習用施設。アクテノンの通称で呼ばれる。名古屋市市民経済局が所管している。

## 歴史
1937年（昭和12年）、名古屋市水道局の水道施設「稲葉地配水塔」として設置された。大治浄水場の整備により1944年（昭和19年）には配水塔としての機能を停止。1965年（昭和40年）に改修されて名古屋市中村図書館となったが、1991年（平成3年）に中村公園文化プラザへ図書館が移転したことで、再び空き家となっていた。
その後、新たな利用案が模索されていたが、名古屋の劇団「劇座」の主宰者・天野鎮雄が、当時の名古屋市長であった西尾武喜と新聞の企画で対談した際に稽古場不足を訴えた事から、この施設の活用が発案された。これは西尾が名古屋市では一貫して水道畑を歩いてきた事も理由にあると言われるが、結果として更なる大改修を受け、1995年（平成7年）から「演劇その他の舞台芸術の練習の場としてのリハーサル室・練習室」としての運用を開始した。
1989年（平成元年）には名古屋市都市景観条例に基づく最初の「都市景観重要建築物」に指定された。1949年（昭和24年）以降には塔のそばに稲葉地プールがあったが、老朽化などにともない、プールは2010年（平成22年）をもって廃止された。2014年（平成26年）には土木学会によって演劇練習館が土木学会選奨土木遺産に認定された。2020年（令和2年）には名古屋市の景観重要建造物として指定された。

## 特徴
高さ31メートル、直径33メートルの円柱状で、地上5階・地下1階。当初、塔上の貯水槽は590立方メートルで計画されたが、水道使用量の増加に対応すべく4,000立方メートルに変更された。これに伴い、その周囲を囲む直径1.5メートルの16本の柱が追加され、ギリシャ神殿風とも言われる独特の外観となった。
5階のリハーサル室（376平方メートル）を筆頭に5室の大練習室（各93平方メートル）、3室の小練習室（各63平方メートル）に加えて、研修室・和室が1室ずつ設置されている。利用は基本的に「演劇や舞台芸術の稽古」に限定されるが、図書館時代からの経緯もあって地元のコミュニティセンターとしても使用されており、地元では稲葉地公園を水道施設であったころの名残で「水道公園」とも呼んでいる。
練習風景が見られる施設ではない。一般の来館者は1階の資料室や自販機コーナー以外に立ち入る事は出来ない。

## 利用案内
- 開館時間：9時30分〜22時（延長申請で24時までの利用可能）
- 休館日：月曜日（休日の場合はその直後の休日以外の日）、年末年始（12月29日〜1月3日）

## 交通アクセス
- 名古屋市営地下鉄東山線 中村公園駅から西へ徒歩で約12分。
- 名古屋市営バス・名鉄バス：「栄幹2系統」・「名駅24系統」・「中村14系統」・「名鉄バス津島行き」・「名鉄バス大坪行」で「稲葉地公園」バス停下車、南へ徒歩で約2分。

## ギャラリー

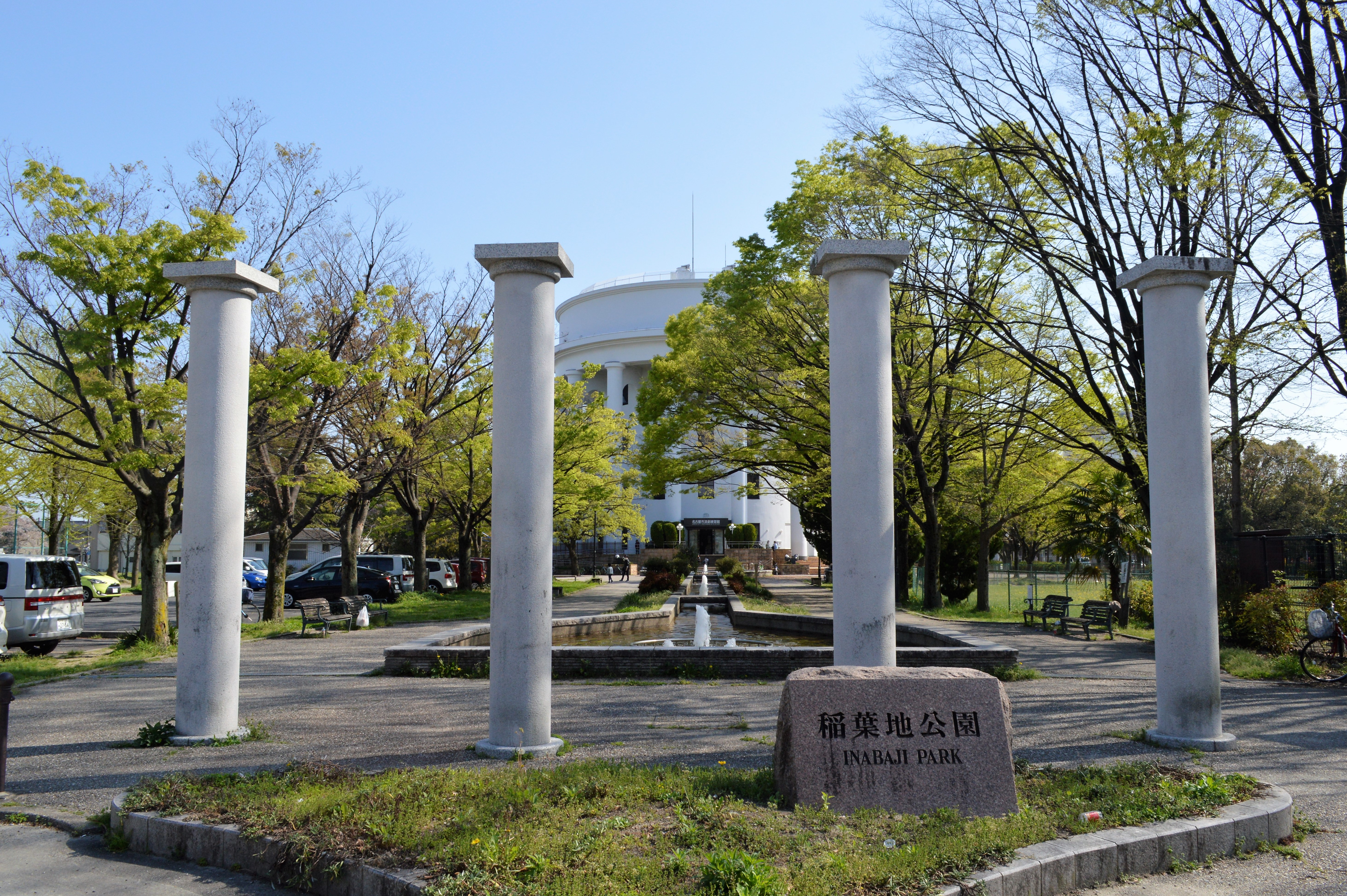
公園入口
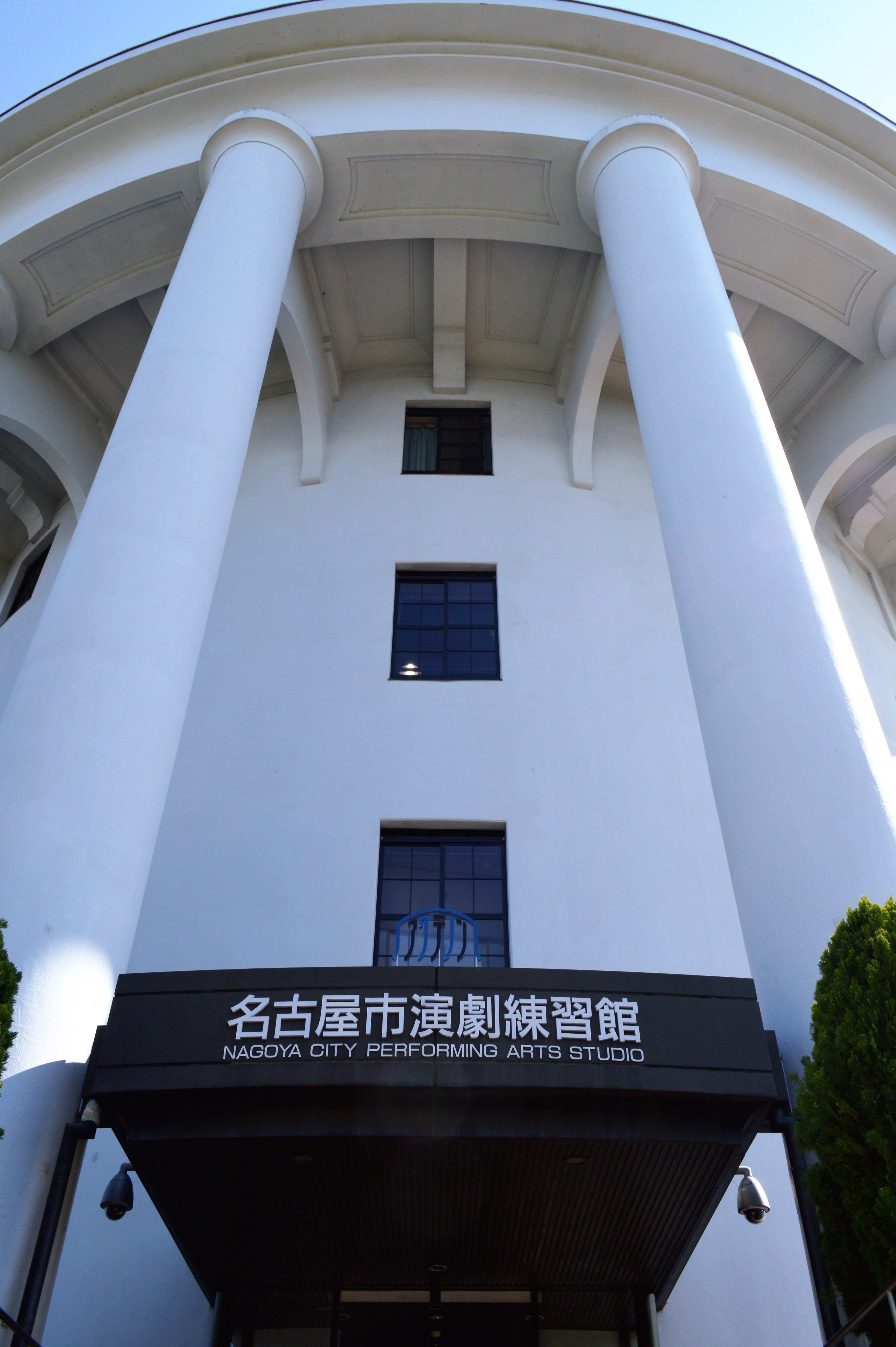
下から見た柱部
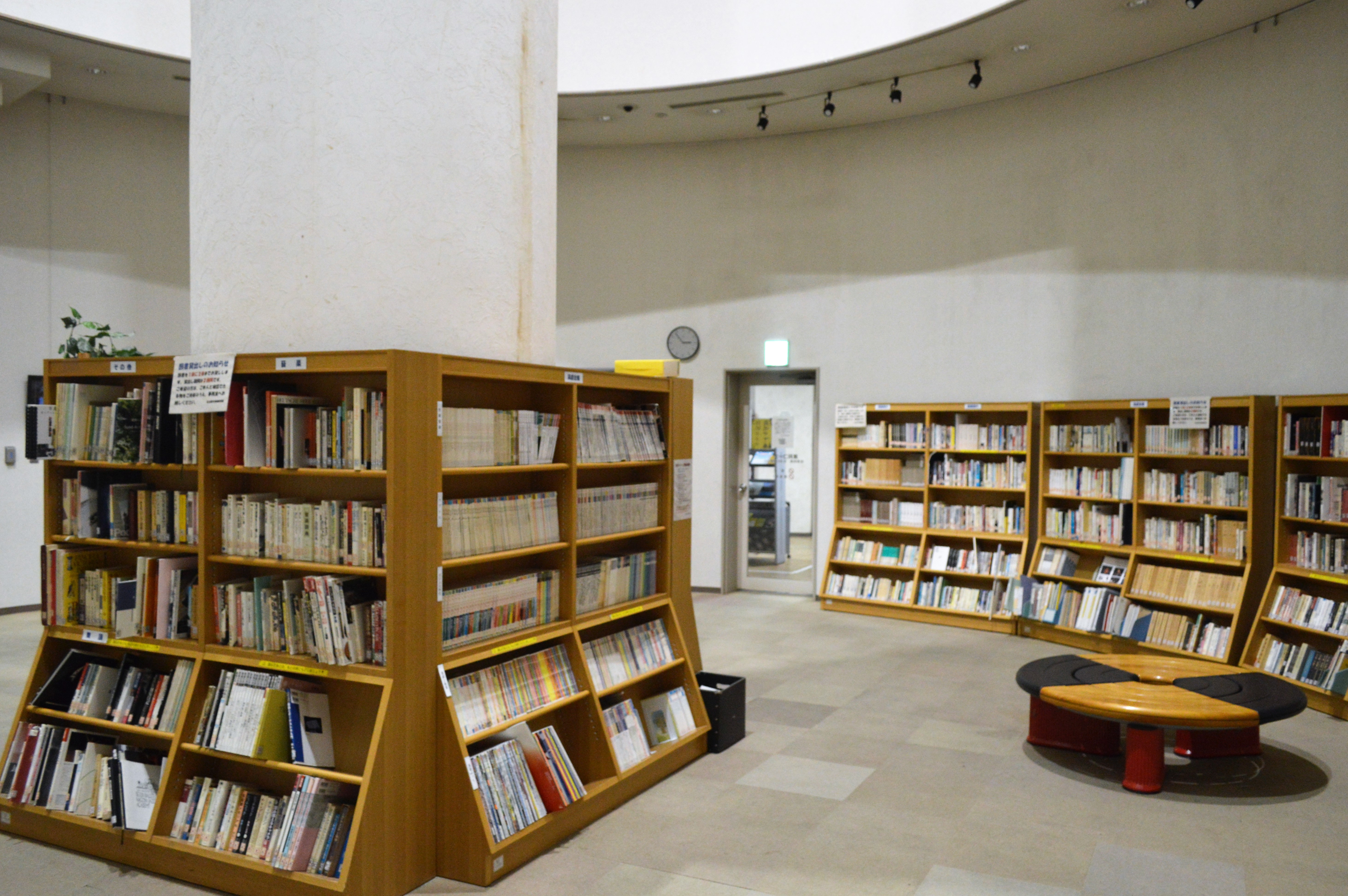
図書室